# Tanque do Piauí
Tanque do Piauí is een gemeente in de Braziliaanse deelstaat Piauí. De gemeente telt 2.714 inwoners (schatting 2009).